# Acacia drummondii
Espèce
Acacia drummondii est une espèce de plante à fleurs du genre Acacia de la famille des Fabacées. C'est un arbre poussant en Australie-Occidentale.

## Liste des sous-espèces
Selon Catalogue of Life (17 octobre 2019) :
- Acacia drummondii subsp. affinis
- Acacia drummondii subsp. candolleana
- Acacia drummondii subsp. drummondii
- Acacia drummondii subsp. elegans